# Isabella Acres
Isabella Acres (* 21. Februar 2001 in Atlanta, Georgia) ist eine US-amerikanische Schauspielerin und Synchronsprecherin. Im Jahre 2009 wurde sie für einen Young Artist Award in der Kategorie „Best Performance in a TV Series – Guest Starring Young Actress“ nominiert und war danach des Öfteren in international ausgestrahlten Fernsehserien und Filmen aktiv.

## Leben
Ihre Karriere als Schauspielerin begann für die im Jahre 2001 in Atlanta im US-Bundesstaat Georgia geborene Isabella Acres als Teil von Kindertheaterproduktionen. Im Laufe der Zeit wurde die Tochter des lokal recht erfolgreichen Musikers Tim Acres auch für Werbeaufnahmen engagiert, was vor allem durch den Umzug ihrer Familie von Atlanta nach Los Angeles gefördert wurde. So stand sie in noch jungen Jahren für verschiedene bekannten Marken und Unternehmen vor der Kamera und war dabei unter anderem in Werbespots von Keebler Cookies, McDonald’s/Littlest Pet Shop, die eingetragene Allergietablettenmarke Children’s Claritin, Mrs. Buttersworth’s, El Pollo Loco oder Wal-Mart zu sehen. Im Werbespot zu den Keebler Cookies, der im Jahre 2010 erstmals veröffentlicht wurde, war sie an der Seite ihrer jüngeren Schwester Ava Acres zu sehen. Wie ihre ältere Schwester versucht sich auch Ava als Schauspielerin und wurde vor allem ab 2010 in verschiedenen namhaften Produktionen eingesetzt, feierte aber noch nicht den großen Durchbruch. Durch ihre Arbeit in der Werbebranche schaffte Isabella Acres schließlich im frühen Grundschulalter den Sprung ins Film- und Fernsehgeschäft. Ihren ersten Auftritt in einer namhaften Fernsehserie hatte sie im Jahre 2007, als sie in einer Folge von Monk zum Einsatz kam. Nach weiteren Einsätzen im Jahre 2008, unter anderem auch als Synchronsprecherin, wo sie zum Beispiel im Film Horton hört ein Hu für zusätzliche Stimmen verantwortlich war, schaffte sie bald darauf den Durchbruch als Schauspielerin. Neben Auftritten in jeweils einer Episode von Hannah Montana und The Mentalist im Jahre 2008 wurde sie ab 2009 in zahlreichen weiteren Produktionen eingesetzt. Ebenfalls im Jahre 2009 wurde sie für ihren Gastauftritt in The Mentalist für einen Young Artist Award in der Kategorie „Best Performance in a TV Series – Guest Starring Young Actress“ nominiert, konnte sich in dieser Kategorie allerdings nicht gegen Nicole Leduc durchsetzen, die den Preis für ihren Auftritt in Supernatural erhielt.
Neben zahlreichen Synchronrollen, wie zum Beispiel in einer Episode der animierten Fernsehserie Spezialagent Oso und dem Film Wolkig mit Aussicht auf Fleischbällchen, schaffte es Isabella Acres in diesem Jahr auch zu ihrer ersten Haupt- bzw. wesentliche Nebenrolle in einer Fernsehserie. Dabei übernahm sie in der nur kurzlebigen Fernsehserie Better Off Ted – Die Chaos AG die Rolle der Rose Crisp, der Tochter der Hauptfigur Ted Crisp (gespielt von Jay Harrington). In dieser Rolle war sie bis 2010 in insgesamt 16 der mit 26 Episoden begrenzten Serie im Einsatz. Ein weiteres Engagement das von 2009 bis 2010 lief, hatte sie in Phineas und Ferb, wo sie für vier Episoden die Stimme der Pfadfinderin Katie übernahm. Im Jahre übernahm sie weitere Synchronarbeiten, dabei unter anderem in einer Folge von Mission Scooby-Doo und im Film Yogi Bär. Im Jahre 2011 wurden weitere Produktionen, an denen Isabella Acres beteiligt war, veröffentlicht. Hierbei war sie unter anderem in einer Episode The Middle und in einer wiederkehrenden Rolle als Jenny Hunter-McDermott in zwei Episoden von Desperate Housewives zu sehen. Im Jahre 2011 kam die Kleine auch zu ihrem Filmdebüt (von ihren Synchronrollen in animierten Filmen abgesehen), wobei sie im Film The Future wie auch in Beyond the Blackboard jeweils in einer wesentlichen Nebenrolle in Erscheinung trat. Bei ihrem Auftritt in The Mentalist lieh ihr Marie-Christin Morgenstern, die Feststimme von Abigail Breslin, die deutsche Stimme. Isabell Acres Vater Tim ist allerdings nicht nur als Singer-Songwriter und Gitarrist tätig, sondern versucht sich ebenfalls als Schauspieler aber auch als Produzent.

## Filmografie (Auswahl)
Filmauftritte (auch Kurzauftritte)
- 2011: The Future
- 2011: Beyond the Blackboard
- 2014: Sister
- 2015: Hello, My Name Is Doris
- 2015: Glitch
- 2016: Girl Flu
- 2017: The Meanest Man in Texas

Serienauftritte (auch Gast- und Kurzauftritte)
- 2007: Monk (1 Episode)
- 2008: The Mentalist (1 Episode)
- 2008: Hannah Montana (1 Episode)
- 2009–2010: Better Off Ted – Die Chaos AG (Better off Ted) (16 Episoden)
- 2011: The Middle (1 Episode)
- 2011: The Event (1 Episode)
- 2011: Desperate Housewives (3 Episoden)
- 2013: Touch (4 Episoden)
- 2014: The Spoils of Babylon (2 Episoden)
- 2015–2016: The Kicks (1 Staffel, 10 Episoden)
- 2018: Into the Dark (1 Episode)
- 2019: Station 19 (1 Episode)

Synchronrollen
- 2008: Horton hört ein Hu (Horton Hears a Who!)
- 2009: Spezialagent Oso (Special Agent Oso) (1 Episode)
- 2009: Wolkig mit Aussicht auf Fleischbällchen
- 2009–2014: Phineas und Ferb (Phineas and Ferb) (11 Episoden)
- 2010: Mission Scooby-Doo (1 Episode)
- 2010: Yogi Bär
- 2013–2018: Sofia die Erste – Auf einmal Prinzessin (Sofia the First) (14 Episoden)

## Nominierung
- 2009: Young Artist Award in der Kategorie „Best Performance in a TV Series – Guest Starring Young Actress“ für ihr Engagement in The Mentalist[1]